# Бозио
Бозио (итал. Bosio) — коммуна в Италии, располагается в регионе Пьемонт, в провинции Алессандрия.
Население составляет 1190 человек (2008 г.), плотность населения составляет 18 чел./км². Занимает площадь 67 км². Почтовый индекс — 15060. Телефонный код — 0143.
Покровителем населённого пункта считается святой Bernardo di Chiaravalle.

## Демография
Динамика населения:

## Администрация коммуны
- Официальный сайт: